# Obonjan
Obonjan – bezludna wyspa w Chorwacji, na Morzu Adriatyckim. Jest częścią Archipelagu Szybenickiego. 
Jest położona pomiędzy wyspami Zmajan i Zlarin. Zajmuje powierzchnię 0,55 km², a jej wymiary to 1,6 x 0,55 km. Długość linii brzegowej to 3,8 km. Na wyspie organizowane są pobyty wakacyjne.